# Fusillade de l'A1
La Fusillade de l'A1, aussi qualifiée de Drame de l'A1, du nom de l'autoroute suisse A1, est un homicide par balle dû à un policier vaudois qui fait suite à une course poursuite, la nuit du 17 au 18 avril 2010 en Suisse.

## Historique

### Le vol
Plusieurs jeunes de Vaulx-en-Velin, près de Lyon, volent des voitures à Chiètres et passent la frontière sans incident le 16 avril. Ils réitèrent le 17 avril en volant trois voitures (dont une Audi RS6) dans un garage de Lyss, dans le Canton de Berne. Assez rapidement, les jeunes sont repérés par la police fribourgeoise parce qu'ils roulent à grande vitesse en direction de Lausanne. Deux des trois voitures s'arrêtent et les conducteurs tentent de s'enfuir à travers champs. Le dernier véhicule continue sa route. Des policiers vaudois prévenus de la course poursuite décident de former un barrage routier dans la tranchée couverte de Sévaz, près d'Estavayer-le-Lac.

### La fusillade
Le barrage routier est composé d'une voiture de police à cheval entre la voie de droite et la bande d'arrêt d'urgence et d'une herse sur la voie de gauche. Les deux policiers sont devant leur voiture de service lorsque le véhicule volé arrive à grande vitesse. L'un des policiers, un appointé d'une trentaine d'années, se sent menacé et ouvre le feu sur la voiture. Il n'est pas clair si le véhicule s'est rapidement rabattu sur la voie de gauche ou non. Il tire sept balles avec un fusil-mitrailleur réglé au coup par coup, la première s'avérant fatale pour le passager du véhicule. Le conducteur, lui, passe la herse et s'arrête quelques mètres plus loin.

### Les protagonistes
Le passager, connu sous le nom de Sébastien, a 18 ans au moment de la fusillade; son pilote a quant à lui 19 ans. Le frère de Sébastien, interpellé plus tard à la frontière genevoise, s'appelle Daniel. Ils ont tous un casier judiciaire et un passé de délinquant en Suisse.

## Réactions
Deux mois après l'homicide, le collectif "Justice pour tous contre les violences policières" manifeste avec vigueur dans les rues de Fribourg. Une centaine de fumigènes et de fusées sont tirées, un incendie se déclare dans le toit d'un immeuble et les vitres du bâtiment de la police sont endommagées par la centaine de manifestants. Une quarantaine d'entre eux sont interpellés après que deux policiers aient été blessés, dont un grièvement.

## Décisions de justice
En juin 2011, le procureur général du canton de Fribourg classe l'affaire, estimant que le gendarme vaudois a utilisé son arme en état de légitime défense. Cependant, le frère jumeau de la victime fait recours auprès du Tribunal fédéral. Celui-ci décide que l'affaire doit être jugée.
Le procès du policier s'ouvre en 2014 devant le Tribunal pénal de la Broye et aboutit, le 14 octobre, à son acquittement. La famille de la victime fait recours contre la décision. En avril 2016, l'auteur du tir fatal est acquitté en appel par le Tribunal cantonal fribourgeois. Selon les juges, le policier se trouvait face à un véhicule qui circulait à plus de 140 km/h et qui lui fonçait droit dessus à une distance de moins de 60 mètres. Il n'a eu que quelques dixièmes de seconde pour réagir et ne pouvait savoir si le véhicule allait le percuter ou non.
Entre-temps, en août 2013, les conducteurs des deux autres voitures impliquées sont condamnés à respectivement deux et trois ans de prison ferme pour vol en bande et vol par métier, ainsi que, pour l'un d'eux, mise en danger de la vie d'autrui. Le conducteur de la voiture dans laquelle le passager est décédé, lui, écope de 15 mois de prison ferme.

## Passage à l'écran
Le 21 février 2018 est diffusé pour la première fois à la Radio télévision suisse (RTS) un téléfilm de Jean-Stéphane Bron intitulé La Vallée et inspiré de la fusillade de l'A1,.